# Jean-Louis Jamboué
Jean-Louis Jamboué (né le 17 novembre 1937 à Arudy) est un joueur de football français, qui évoluait au poste d'attaquant et milieu de terrain. Jamboué était un joueur doué, rapide, capables de dribles étincelants, doté d'un bon shoot et au jeu intelligent. Depuis sa retraite sportive, Jamboué vit à Arudy. 
Il meurt à Oloron-Sainte-Marie le 18 août 2025 à l’age de 87 ans. 

## Biographie
Jean-Louis Jamboué est né à Arudy, en vallée d'Ossau et a été tout jeune, attiré par le sport. Son père Pierre, marbrier de profession, qui a notamment travaillé à la basilique de Lourdes, était président du patronage l'Union St-Michel Arudy. Jamboué évolue avec son frère André comme coéquipier,. La famille Jamboué était historiquement implantée en Haut-Béarn et en vallée d'Ossau, exploitant la Pierre d'Arudy. 
Jean-Louis Jamboué a passé quatre ans au lycée de Pau (futur Lycée Louis-Barthou), où il a pratiqué le rugby à XV avec les Coquelicots de Pau.  
Il n'obtint pas en revanche son baccalauréat, ce qui l'empêcha de terminer sa licence d'espagnol. 
Loulou Jamboué est un pur produit de l'Union St-Michel Arudy, club habitué aux joutes de la Ligue du Sud-Ouest. 
Jamboué s'affirme alors comme un joueur prometteur.

« Jamboué brille du plus vif éclat ; ce joueur est en passe de devenir l'un des meilleurs footballeurs du Sud-Ouest »

Agé de 20 ans, Jean-Louis Jamboué quitte les « Montagnards » de l'USM Arudy et rejoint ensuite un patronage ambitieux dans la capitale béarnaise, les Bleuets de Notre-Dame. Jamboué devient rapidement l'un des meilleurs éléments des Bleuets.
Le 14 décembre 1958, Jamboué et les Bleuets disputent un 64e de finale de Coupe de France 1958-1959 face aux Girondins de Bordeaux, qui évoluent à l'époque en deuxième division professionnelle, terminant à la 4e place et accédant à la Division 1. 
Ce match, perdu 4-1 après prolongation devant 6 000 spectateurs au Stade Des Bleuets, aménagé en un temps record pour cette grande occasion, restera l'un des plus grands moments de gloire du club,,. Le gardien Braneyre, et surtout Jean-Louis Jamboué s'illustre particulièrement lors de ce match,. Les Bleuets opposent aux Girondins un football «à l'anglaise », physique et viril avec huit joueurs issus du quartier. De nombreux joueurs sont alors employés de l'usine Beverly, dirigé par José Bidegain, comme Fabrice Escartin ou Gérard Delmas,
Le président Darchand se rend alors en personne aux Bleuets.
C'est ainsi que Jamboué est transféré aux Girondins de Bordeaux, disputant 14 matchs en Division 1, pour deux buts inscrits face au Toulouse Football Club (1937) et à Valenciennes, et cinq matchs en Division 2,.
Jamboué retourne aux Bleuets, devenus entretemps le FC Pau, en 1962.